# ヤマブキオー
ヤマブキオーは日本の競走馬。2022年現在、ハクチカラ、オジュウチョウサンと並ぶ日本中央競馬会での通算最多勝利記録（20勝）を持つ。

## 解説
父パーソロンの中期の代表産駒として知られ、故障がちながら、1972年のデビューから1978年の引退（有馬記念15着）まで息の長い活躍をした。典型的な中距離馬で、芝コースの1800 - 2000メートルの距離を得意とし、昭和の名マイラーとの異名を取った。また、斤量負けしないタイプで、オープン特別の巴賞で62キログラムを背負って勝利し、直後の函館記念でも63.5キログラムの斤量を克服し最後の直線で鋭く抜け出し勝利している。
おもな勝利は中京記念、ダービー卿チャレンジトロフィー、中山記念、京王杯スプリングハンデキャップ、金鯱賞、函館記念。ほか地方競馬招待競走にも優勝している。当時森末之助厩舎には4人の騎手が在籍しており、そのうち蓑田早人で中京記念・函館記念、小林常泰でダービー卿チャレンジトロフィー、徳吉一己で中山記念・京王杯スプリングハンデキャップ・金鯱賞を制した。重賞を6勝したが、旧八大競走には縁がなかった。
クラシック競走には出走していないが、同期のハイセイコーとタケホープ引退2走前の対決であった1974年11月9日の東京競馬場芝1800メートルの平場オープンで、2頭を差し置いてレースを制したのも同馬である。当時は1開催に1、2レース設定されていた平場オープン戦に強かった（7勝）ため、「オープン大将」なる愛称でも知られた。
1979年1月15日に東京競馬場で引退式が行われ、引退後は十勝軽種馬農協に寄贈され種牡馬となった。1983年に受精能力が突如低下し、のちに睾丸の病気が判明。1984年8月6日、心臓麻痺のため繋養先の帯広畜産大学で急死した。

## 血統表
| ヤマブキオーの血統（トウルビヨン系 / Avena〈プリメロ〉4×4=12.50%、Tourbillon5×5=6.25%〈父内〉） | ヤマブキオーの血統（トウルビヨン系 / Avena〈プリメロ〉4×4=12.50%、Tourbillon5×5=6.25%〈父内〉） | ヤマブキオーの血統（トウルビヨン系 / Avena〈プリメロ〉4×4=12.50%、Tourbillon5×5=6.25%〈父内〉） | （血統表の出典）        | （血統表の出典） |
| 父 *パーソロン Partholon 1960 鹿毛                                                              | 父の父Milesian 1953 鹿毛                                                                        | My Babu                                                                                         | Djebel                  | Djebel           |
| 父 *パーソロン Partholon 1960 鹿毛                                                              | 父の父Milesian 1953 鹿毛                                                                        | My Babu                                                                                         | Perfume                 |                  |
| 父 *パーソロン Partholon 1960 鹿毛                                                              | 父の父Milesian 1953 鹿毛                                                                        | Oatflake                                                                                        | Coup de Lyon            | Coup de Lyon     |
| 父 *パーソロン Partholon 1960 鹿毛                                                              | 父の父Milesian 1953 鹿毛                                                                        | Oatflake                                                                                        | Avena                   |                  |
| 父 *パーソロン Partholon 1960 鹿毛                                                              | 父の母Paleo 1953 鹿毛                                                                           | Pharis                                                                                          | Pharos                  | Pharos           |
| 父 *パーソロン Partholon 1960 鹿毛                                                              | 父の母Paleo 1953 鹿毛                                                                           | Pharis                                                                                          | Carissima               |                  |
| 父 *パーソロン Partholon 1960 鹿毛                                                              | 父の母Paleo 1953 鹿毛                                                                           | Calonice                                                                                        | Abjer                   | Abjer            |
| 父 *パーソロン Partholon 1960 鹿毛                                                              | 父の母Paleo 1953 鹿毛                                                                           | Calonice                                                                                        | Coronis                 |                  |
| 母 アサマヒカリ 1965 鹿毛                                                                       | 母の父ヒカルメイジ 1954 黒鹿毛                                                                  | Bois Roussel                                                                                    | Vatout                  | Vatout           |
| 母 アサマヒカリ 1965 鹿毛                                                                       | 母の父ヒカルメイジ 1954 黒鹿毛                                                                  | Bois Roussel                                                                                    | Plucky Liege            |                  |
| 母 アサマヒカリ 1965 鹿毛                                                                       | 母の父ヒカルメイジ 1954 黒鹿毛                                                                  | *イサベリーン                                                                                   | Canon Law               | Canon Law        |
| 母 アサマヒカリ 1965 鹿毛                                                                       | 母の父ヒカルメイジ 1954 黒鹿毛                                                                  | *イサベリーン                                                                                   | Legal Tender            |                  |
| 母 アサマヒカリ 1965 鹿毛                                                                       | 母の母アサマフジ 1959 鹿毛                                                                      | *ゲイタイム                                                                                     | Rockefella              | Rockefella       |
| 母 アサマヒカリ 1965 鹿毛                                                                       | 母の母アサマフジ 1959 鹿毛                                                                      | *ゲイタイム                                                                                     | Daring Miss             |                  |
| 母 アサマヒカリ 1965 鹿毛                                                                       | 母の母アサマフジ 1959 鹿毛                                                                      | キヨハ                                                                                          | *プリメロ               | *プリメロ        |
| 母 アサマヒカリ 1965 鹿毛                                                                       | 母の母アサマフジ 1959 鹿毛                                                                      | キヨハ                                                                                          | 第弐オーイエー F-No.3-e |                  |